# Ceratolauxania tetanocerina
Ceratolauxania tetanocerina är en tvåvingeart som beskrevs av Friedrich Georg Hendel 1926. Ceratolauxania tetanocerina ingår i släktet Ceratolauxania och familjen lövflugor. Inga underarter finns listade i Catalogue of Life.